# Chrysis valesiana
Chrysis valesiana é uma espécie de insetos himenópteros, mais especificamente de vespas pertencente à família Chrysididae.
A autoridade científica da espécie é Frey-Gessner, tendo sido descrita no ano de 1887.
Trata-se de uma espécie presente no território português.